# Sanremo-Festival 2006
Die 56. Ausgabe des Festival della Canzone Italiana di Sanremo fand 2006 vom 27. Februar bis zum 4. März im Teatro Ariston in Sanremo statt und wurde von Giorgio Panariello, Ilary Blasi und Victoria Cabello mit Marta Cecchetto, Claudia Cedro, Vanessa Hessler und Francesca Lancini moderiert.

## Ablauf

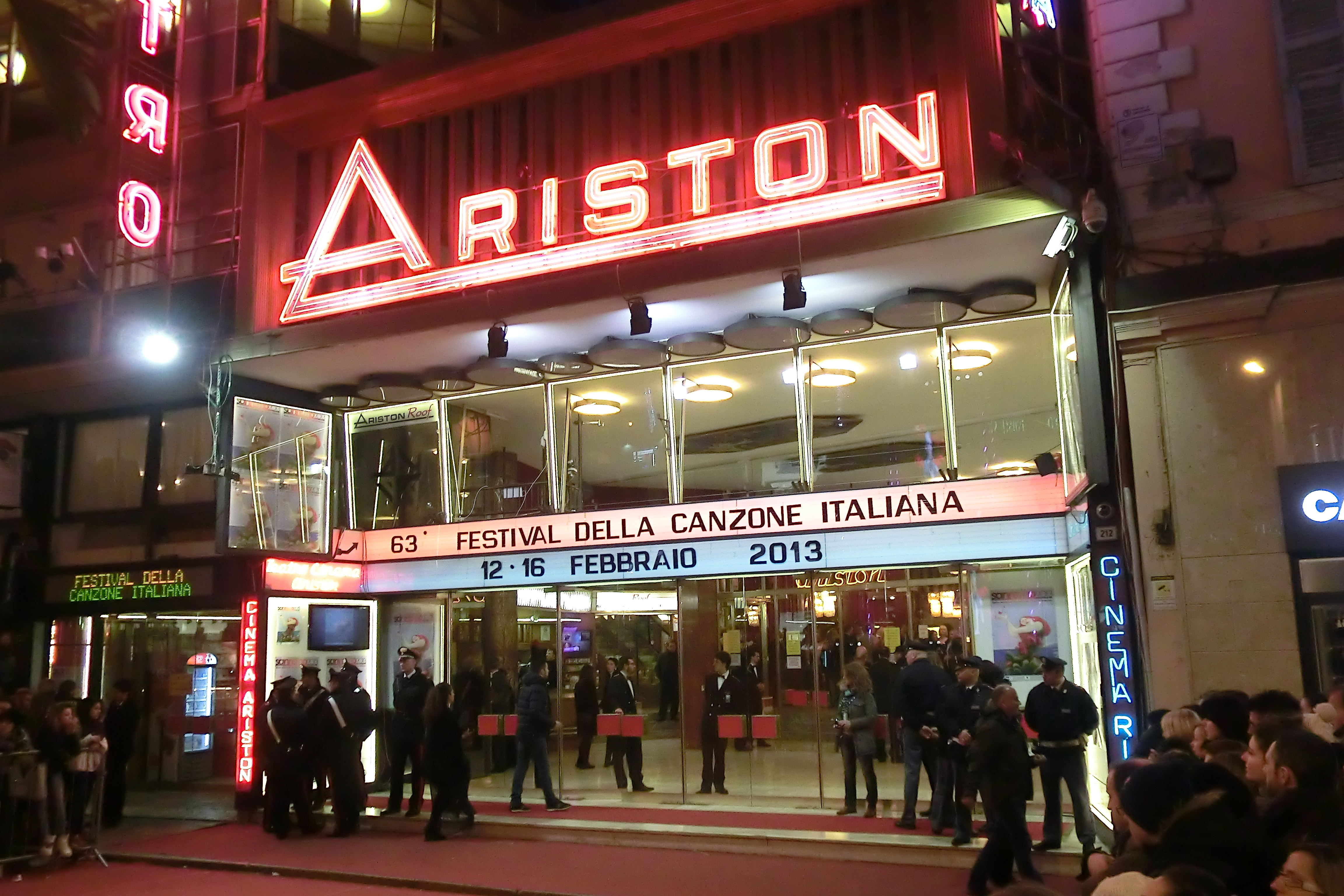
Das Ariston-Theater, Veranstaltungsort des Sanremo-Festivals

2006 übernahm der Komiker Giorgio Panariello das Ruder von Paolo Bonolis. Bei der Moderation standen ihm Ilary Blasi und Victoria Cabello zur Seite, außerdem traten die vier Models Marta Cecchetto, Claudia Cedro, Vanessa Hessler und Francesca Lancini in Nebenrollen in Erscheinung. Die künstlerische Leitung teilte sich Panariello mit Gianmarco Mazzi. Die größte Innovation des Vorjahres, die Unterteilung der Teilnehmer in Kategorien, blieb bestehen, allerdings wurde die Kategorie Classic abgeschafft. Auch das Abstimmungssystem und der „Duettabend“ am Freitag, bei dem die Teilnehmer ihren Beitrag in einer neuen Version zusammen mit Gästen präsentieren konnten, blieben bestehen.
Die Newcomer-Kategorie umfasste zwölf Beiträge, die Kategorien Donne (Frauen), Uomini (Männer) und Gruppi (Musikgruppen) je sechs. Nur die zwei Bestplatzierten jeder Kategorie gelangten ins Finale, wo schließlich das Fernsehpublikum per Televoting aus den vier Kategoriesiegern den Festivalsieger bestimmte. Mit Teilnehmern wie Povia, Gianluca Grignani, Alex Britti, Zero Assoluto oder Sugarfree waren sehr radiotaugliche Beiträge im Wettbewerb vertreten. Als Favoritin galt anfänglich Dolcenera, Newcomer-Siegerin 2003, die zuvor die zweite Staffel der Reality-Show Music Farm gewonnen hatte. Als „Veteranen“ galten die Band Nomadi und Anna Oxa. Die Gästeliste umfasste John Travolta, Riccardo Cocciante, Leonardo Pieraccioni, Andrea Bocelli, Eros Ramazzotti und Laura Pausini.
Vor allem durch den Auftritt zusammen mit Roberto Vecchioni am Duettabend stiegen zuletzt die Chancen der Nomadi mit Dove si va, die auch die Band-Kategorie gewannen. Bei den Männern konnte sich Povia mit Vorrei avere il becco durchsetzen, bei den Frauen Anna Tatangelo mit Essere una donna und bei den Newcomern Riccardo Maffoni mit Sole negli occhi. Im Televoting entschied Povia schließlich das Festival für sich, der Kritikerpreis ging an Noa, Carlo Fava und das Solis String Quartet mit Un discorso in generale. Das Festival war insgesamt jedoch wenig erfolgreich, vor allem Panariello selbst erntete viel Kritik.

## Teilnehmende Beiträge

### Gesamttabelle
- Sieger

| Platzierung | Interpret        | Lied                  | Autoren                                                        |
| ----------- | ---------------- | --------------------- | -------------------------------------------------------------- |
| 1           | Povia            | Vorrei avere il becco | Giuseppe Povia                                                 |
| 2           | Nomadi           | Dove si va            | Cristian Cattini, Danilo Sacco, Massimo Vecchi, Beppe Carletti |
| 3           | Anna Tatangelo   | Essere una donna      | Mogol, Gigi D’Alessio                                          |
| 4           | Riccardo Maffoni | Sole negli occhi      | Riccardo Maffoni                                               |

### Kategorien
- Sieger
- In der Vorrunde ausgeschieden

#### Donne
| Platzierung    | Interpret            | Lied                                         | Autoren                                                      |
| -------------- | -------------------- | -------------------------------------------- | ------------------------------------------------------------ |
| 1              | Anna Tatangelo       | Essere una donna                             | Mogol, Gigi D’Alessio                                        |
| 2              | Dolcenera            | Com’è straordinaria la vita                  | E. Trane, Lorenzo Imerico, Roberto Pacco                     |
| Semifinalisten | Simona Bencini       | Tempesta                                     | Simona Bencini, Elisa                                        |
| Semifinalisten | Nicky Nicolai        | Lei ha la notte                              | Tiziana Blu, Nicky Nicolai, Marco Rinalduzzi, Marco D’Angelo |
|                | Ivana Spagna         | Noi non possiamo cambiare                    | Maurizio Morante                                             |
| Anna Oxa       | Processo a me stessa | Pasquale Panella, Anna Oxa, Alessandra Miori |                                                              |

#### Uomini
| Platzierung    | Interpret         | Lied                    | Autoren                            |
| -------------- | ----------------- | ----------------------- | ---------------------------------- |
| 1              | Povia             | Vorrei avere il becco   | Giuseppe Povia                     |
| 2              | Michele Zarrillo  | L’alfabeto degli amanti | Vincenzo Incenzo, Michele Zarrillo |
| Semifinalisten | Ron               | L’uomo delle stelle     | Ron                                |
| Semifinalisten | Alex Britti       | Solo con te             | Alex Britti                        |
|                | Gianluca Grignani | Liberi di sognare       | Gianluca Grignani                  |
| Luca Dirisio   | Sparirò           | Luca Dirisio            |                                    |

#### Gruppi
| Platzierung                            | Interpret                           | Lied                            | Autoren                                                                        |
| -------------------------------------- | ----------------------------------- | ------------------------------- | ------------------------------------------------------------------------------ |
| 1                                      | Nomadi                              | Dove si va                      | Cristian Cattini, Danilo Sacco, Massimo Vecchi, Beppe Carletti                 |
| 2                                      | Zero Assoluto                       | Svegliarsi la mattina           | Thomas De Gasperi, Matteo Maffucci, Danilo Pao, Enrico Sognato                 |
| Semifinalisten                         | Sugarfree                           | Solo lei mi dà                  | Fortunato Zampaglione, Marco Salom, Matteo Amantia Scuderi, Giuseppe Lo Iacono |
| Semifinalisten                         | Gigi Finizio und Ragazzi di Scampia | Musica e speranza               | Gigi D’Alessio, Mogol                                                          |
|                                        | Mario Venuti und Arancia Sonora     | Un altro posto nel mondo        | Mario Venuti, Kaballà                                                          |
| Noa, Carlo Fava & Solis String Quartet | Un discorso in generale             | Carlo Fava, Gianluca Martinelli |                                                                                |

#### Giovani
| Platzierung    | Interpret              | Lied                                                                                  | Autoren                              |
| -------------- | ---------------------- | ------------------------------------------------------------------------------------- | ------------------------------------ |
| 1              | Riccardo Maffoni       | Sole negli occhi                                                                      | Riccardo Maffoni                     |
| 2              | Simone Cristicchi      | Che bella gente                                                                       | Simone Cristicchi, Momo              |
| Semifinalisten | Helena Hellwig         | Di luna morirei                                                                       | Carlo De Bei, Mango, Rocco Petruzzi  |
| Semifinalisten | L’Aura                 | Irraggiungibile                                                                       | L’Aura                               |
| Semifinalisten | Monia Russo            | Un mondo senza parole                                                                 | Bruno Illiano                        |
| Semifinalisten | Tiziano Orecchio       | Preda innocente                                                                       | Matteo Di Franco, Andrea Zuppini     |
|                | Antonello              | Capirò Crescerai                                                                      | Antonio Carozza, Salvio Pietroluongo |
| Ivan Segreto   | Con un gesto           | Ivan Segreto                                                                          |                                      |
| Virginio       | Davvero                | Virginio, Paolo Agosta                                                                |                                      |
| Andrea Ori     | Nel tuo mare           | Carlo Ori, Mino Vergnaghi, Andrea Ori                                                 |                                      |
| Deasonika      | Non dimentico più      | Max Zanotti, Walter Clemente, Stefano Facchi, Marco Trentacoste, Francesco Tumminelli |                                      |
| Ameba 4        | Rido… forse mi sbaglio | Fabio Properzi                                                                        |                                      |

## Erfolge
Im Anschluss an das Festival stiegen 14 Beiträge in die Singlecharts ein, zwei weitere nur in die Downloadcharts. Alle sechs Beiträge aus der Männer-Kategorie erreichten die Charts, je vier aus der Frauen- und der Gruppen-Kategorie sowie zwei aus der Newcomer-Kategorie. Insgesamt am erfolgreichsten war das Duo Zero Assoluto mit Svegliarsi la mattina, von den vier Kategoriesiegern war Anna Tatangelo am erfolgreichsten.

| Jahr | Titel Interpret                                        | Höchstplatzierung, Gesamtwochen, AuszeichnungChartsChartplatzierungen (Jahr, Titel, Interpret, Platzierungen, Wochen, Auszeichnungen, Anmerkungen) | Anmerkungen             |
| Jahr | Titel Interpret                                        | IT | Anmerkungen             |
| ---- | ------------------------------------------------------ | --- | ----------------------- |
| 2006 | Svegliarsi la mattina Zero Assoluto                    | IT1 (55 Wo.)IT | Finalist, Gruppi        |
| 2006 | Essere una donna Anna Tatangelo                        | IT4 (17 Wo.)IT | Platz 3                 |
| 2006 | Come è straordinaria la vita Dolcenera                 | IT6 (14 Wo.)IT | Finalistin, Donne       |
| 2006 | Liberi di sognare Gianluca Grignani                    | IT7 (9 Wo.)IT | Ausgeschieden, Uomini   |
| 2006 | Sparirò Luca Dirisio                                   | IT9 (14 Wo.)IT | Ausgeschieden, Uomini   |
| 2006 | Solo lei mi dà Sugarfree                               | IT12 (14 Wo.)IT | Semifinalist, Gruppi    |
| 2006 | L’alfabeto degli amanti Michele Zarrillo               | IT12 (10 Wo.)IT | Finalist, Uomini        |
| 2006 | Irraggiungibile L’Aura                                 | IT17 (12 Wo.)IT | Semifinalistin, Giovani |
| 2006 | L’uomo delle stelle Ron                                | IT19 (8 Wo.)IT | Semifinalist, Uomini    |
| 2006 | … Solo con te Alex Britti                              | IT21 (7 Wo.)IT | Semifinalist, Uomini    |
| 2006 | Noi non possiamo cambiare Spagna                       | IT25 (3 Wo.)IT | Ausgeschieden, Donne    |
| 2006 | Tempesta Simona Bencini                                | IT28 (2 Wo.)IT | Semifinalistin, Donne   |
| 2006 | Un altro posto nel mondo Mario Venuti & Arancia Sonora | IT34 (9 Wo.)IT | Ausgeschieden, Gruppi   |
| 2006 | Che bella gente Simone Cristicchi                      | IT35 (4 Wo.)IT | Finalist, Giovani       |
| 2006 | Vorrei avere il becco Povia                            | IT[7] (10 Wo.)IT | Downloadcharts Platz 1  |
| 2006 | Dove si va Nomadi                                      | IT[23] (2 Wo.)IT | Downloadcharts Platz 2  |

## Belege
1. ↑  Guido Racca & Chartitalia: Top 100 FIMI Singoli. Lulu, 2013.